# Abílio Quintão Pinto

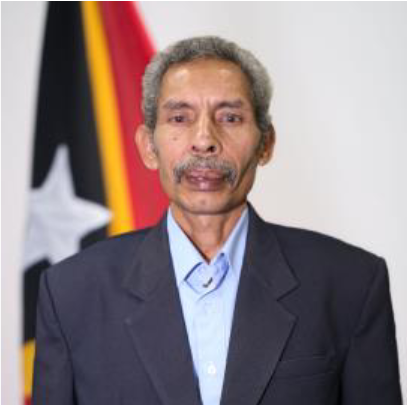
Abílio Quintão Pinto

Abílio Quintão Pinto (* 2. Januar 1962 in Iliomar, Lautém, Portugiesisch-Timor), Kampfname Abut Mesak, ist ein Verwaltungsbeamter und Politiker aus Osttimor. Er ist Mitglied der Partei FRETILIN, Koordinator der Partei in Iliomar und Mitglied des Zentralkomitees der FRETILIN (CCF).

## Werdegang
Pinto wurde im Südosten der Insel in Iliomar geboren. Seine Eltern waren Izabel Pinto und Grigorio Pinto. Abílio war das jüngere von zwei Kindern.
Pinto besuchte 1974/75 das portugiesische Liceu Dr. Francisco Machado in Dili, musste aber aufgrund der Folgen des Zusammenbruchs der Kolonialverwaltung nach Iliomar zurückkehren. Hier wurde er Koordinator der OPJT (Organização Popular da Juventude Timorense) in Iliomar, der Jugendorganisation der FRETILIN. Von 1975 bis 1979 war er von der Partei der Bildungskoordinator in Iliomar. Dann wurden die letzten Widerstandsbasen durch die indonesischen Besatzer zerstört.
Nach dem Santa-Cruz-Massaker 1991 wurde Pinto zum Verbindungsmann zwischen Dili und dem Osten des Landes. Von Lere Anan Timur wurde er mit der Reorganisation des Widerstands im Untergrund in Iliomar beauftragt. Die Gruppe entstand 1994. Pinto erhielt als Sekretär der Untergrundsfront den Decknamen Titus Lima. Mit der Auflösung der Gruppe 1997 wurde Pinto externer Koordinator.
Pinto war bis Mitte 2001 Sekretär des Conselho Nacional de Resistência Timorense (CNRT) in Iliomar. Dann war er 2001 Kommissar der Verfassunggebenden Versammlung, aus der 2002 das Nationalparlament  Osttimors wurde und von 2002 bis 2003 Mitglied der CAVR im Distrikt Lautém. 2003 wurde er der erste Administrator des Subdistrikts Iliomar im unabhängigen Osttimor, in Nachfolge des Koordinators Mário Fernandes Cabral. Das Amt hatte er bis 2013 inne
Bei den Parlamentswahlen in Osttimor 2012 kandidierte Pinto chancenlos auf Platz 41 der Parteiliste der FRETILIN. Ebenso 2017 auf Platz 50. Bei den Parlamentswahlen in Osttimor 2018 kandidierte Pinto wieder erfolglos auf Platz 25 der Parteiliste, rückte aber am 11. Oktober 2021 nach. Hier erhielt er einen Sitz in der Kommission B (Kommission für Außenangelegenheiten, Verteidigung und Sicherheit).
Bei den Parlamentswahlen 2023 kandidierte Pinto auf Platz 16 der Liste der FRETILIN und zog wieder in das Nationalparlament ein.

## Sonstiges
Pinto ist mit Natalia da Costa Pinto verheiratet. Das Paar hat sechs Töchter und drei Söhne. Pinto ist Träger des Ordem Nicolau Lobato.